# Gemeinde Loška Dolina
Die Gemeinde Loška Dolina (dt.: Laastal) ist eine Gemeinde in der historischen Landschaft Primorska, Region Primorsko-notranjska, in Slowenien. Sitz der Gemeindeverwaltung ist die Ortschaft Stari trg pri Ložu. 

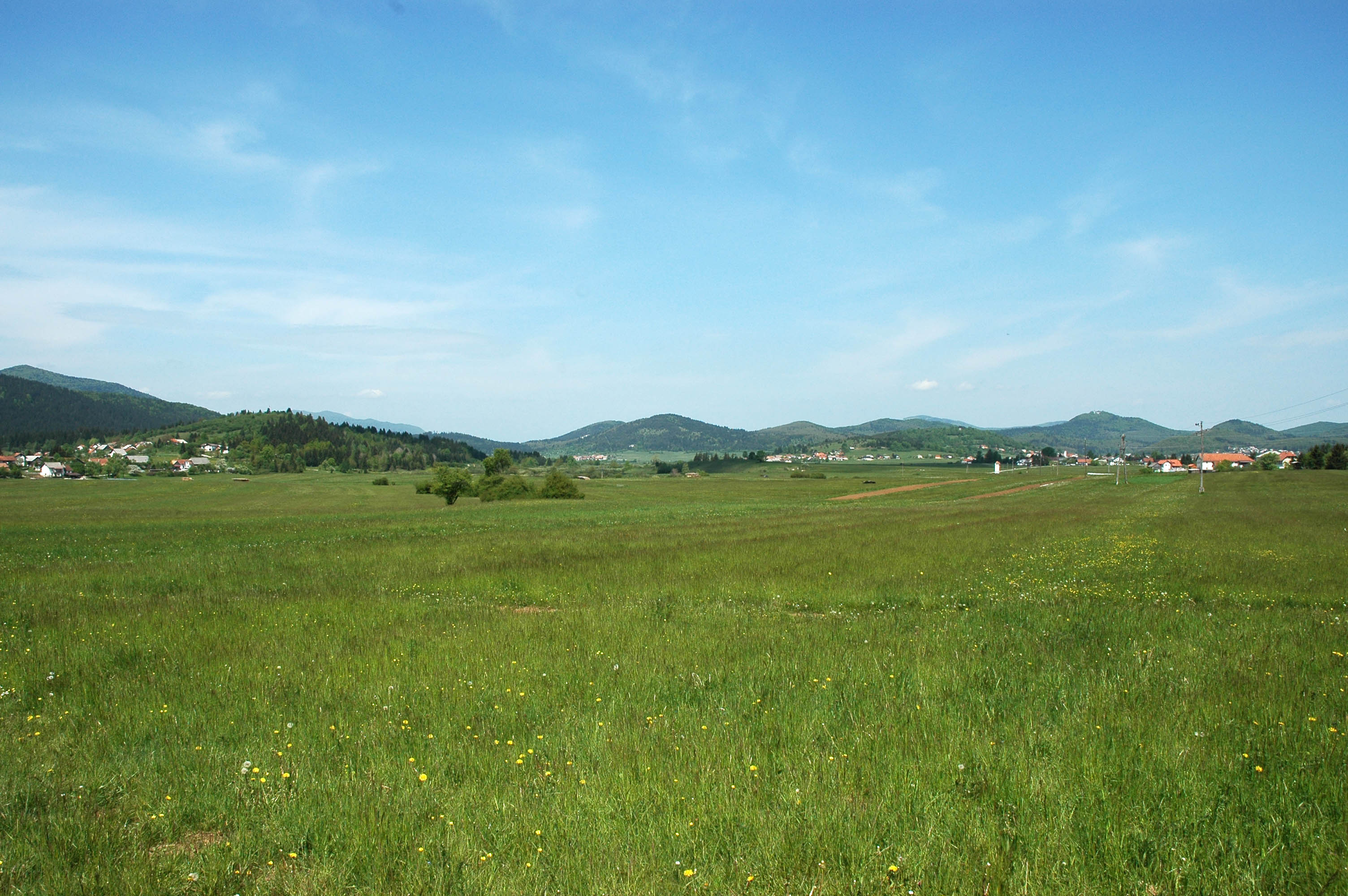
Loška Dolina

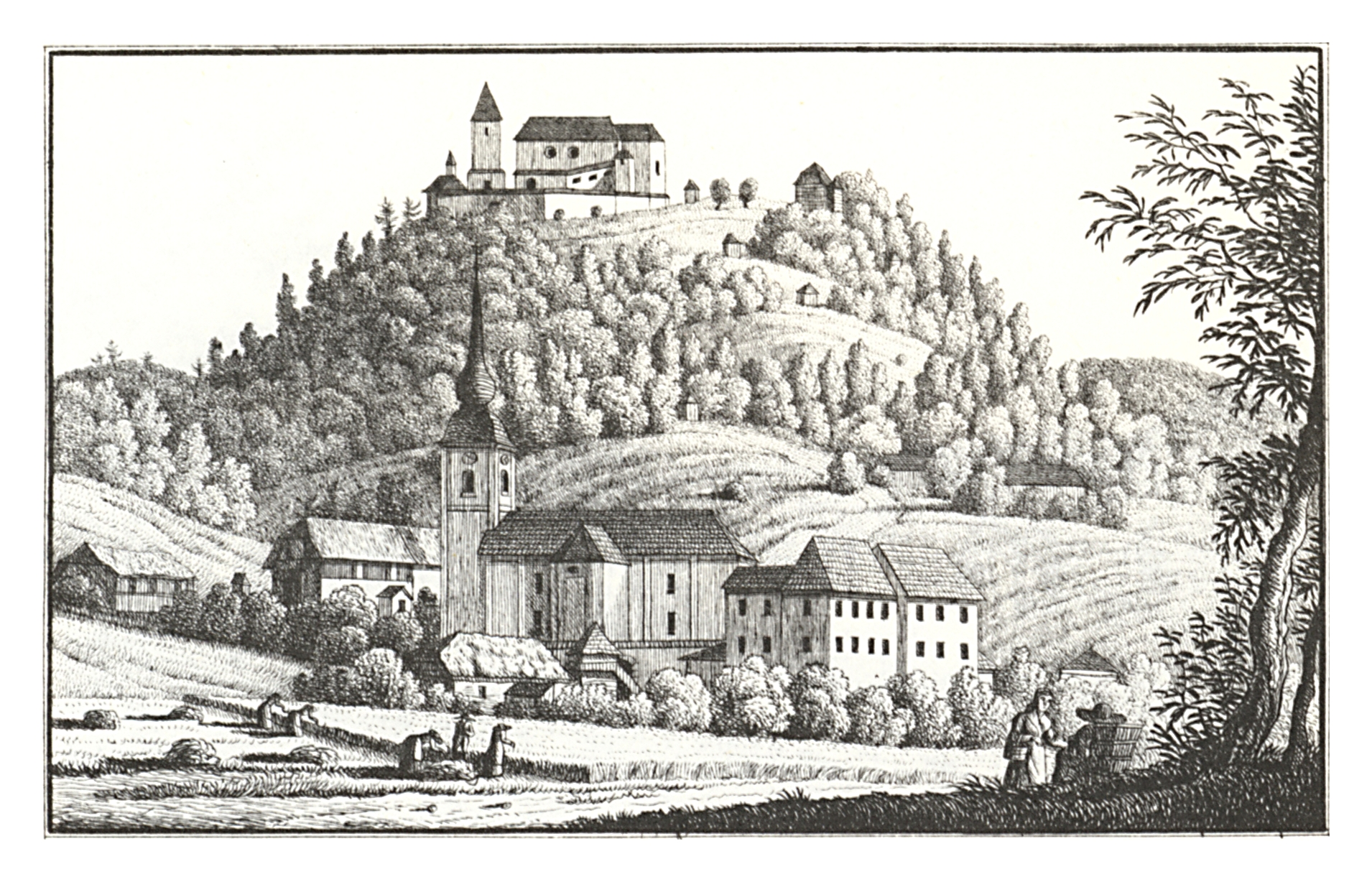
Schloss Altenmarkt um 1830, Lith. Anstalt J.F. Kaiser, Graz

## Lage
Die aus 23 Ortschaften bestehenden Gesamtgemeinde gruppiert sich um ein in einer Karstsenke gelegenen Tal in der Nähe zur Grenze zu Kroatien. Es ist umgeben von hohen Bergen. Im Süden steht der höchste Berg Snežnik (Krainer Schneeberg, 1796 m). 

## Ortschaften
Die größte Ortschaft  Stari trg (dt.: Altenmarkt) ist gleichzeitig das Gemeindezentrum und besitzt seit 1477 das Stadtrecht.(In Klammern: die deutschsprachigen Ortsbezeichnungen aus der Zeit vor 1918)
- Babna Polica (dt. Frauenacker)
- Babno Polje (dt. Babenfeld)
- Dane (dt. Danne)
- Dolenje Poljane (dt. Unterpölland)
- Iga vas (dt. Iggendorf)
- Klance (dt. Gleinitz)
- Knežja Njiva (dt. Grafenacker)
- Kozarišče (dt. Schneeberg)
- Lož (dt. Laas)
- Markovec (dt. Marksdorf)
- Nadlesk (dt. Nadlischbach)
- Podcerkev (dt. Kirchberg)
- Podgora pri Ložu (dt. Unterberg bei Laas)
- Podlož (dt. Unterlaas)
- Pudob (dt. Aich, auch Eichenberg)
- Stari trg pri Ložu (dt. Altenmarkt)
- Sveta Ana pri Ložu (dt. Sankt Anna)
- Šmarata (dt. Sankt Margarethen)
- Viševek (dt. Hallerstein)
- Vrh (dt. Berg)
- Vrhnika pri Ložu (dt. Verchnig)

## Sehenswürdigkeiten
- Schloss Schneeberg (Grad Snežnik), Slowenisches Nationalmuseum in Stari trg[3]

## Nachbargemeinden
|                         | Cerknica, Bloke                             |             |
| Pivka, Ilirska Bistrica | Kompassrose, die auf Nachbargemeinden zeigt | Loški Potok |
| Ilirska Bistrica        | Ilirska Bistrica, Kroatien                  | Kroatien    |

## Geschichte
Auf dem Gemeindegebiet befinden sich drei Massengräber aus der Zeit um den Zweiten Weltkrieg, zwei in Kozarišče und eins in Vrh.